# Museo civico pinacoteca Palazzo Lazzarini
Il museo civico pinacoteca Palazzo Lazzarini è il museo comunale di Morrovalle (MC) conservato all'interno dell'antico Palazzo Lazzarini costruito nel XIII secolo.

## La collezione
Tra le opere più importanti della collezione sono da sottolineare la Madonna con bambino e Santi Girolamo, Francesca Roman, Tommaso e Caterina attribuita a Claudio Ridolfi, la Madonna del Soccorso di Baldo de Serofini del XVI secolo, la seicentesca Visitazione a Elisabetta realizzata nella bottega degli Scoccianti di Matelica, la Madonna del Cardellino di Francesco Francia, un San Liberato attribuito a Domenico Malpiede ed un San Girolamo penitente attribuito a Natale Ricci.